# Хипоталамус
Хипоталамусът (подхълмие) (на латински: hypothalamus, произлизащо от гръцкото название ὑποθαλαμος) е висш център на вегетативната нервна система (ВНС).
Дели се на 3 дяла: преден, среден, заден. Предният дял е център на парасимпатиковия дял на ВНС, а също центровете на глада и ситостта. В средния дял се намира центърът на дишането и ядрата на 2 хипоталамични хормона, складиращи се в задния дял на хипофизата. В задния дял се намира центърът на симпатиковия дял на ВНС.
Хипоталамусът и хипофизата са две малки структури, разположени в основата на междинния мозък със специална анатомична връзка. От една страна, някои неврони на хипоталамуса имат удължения, които достигат до задния дял на хипофизата (неврохипофиза); от друга страна, мрежа от венозни съдове отвежда образуваните от хипоталамуса хормони към предния дял на хипофизата (аденохипофиза).